# Карлайл, Клэнси
Клэнси Карлайл (англ. Clancy Carlile, 18 января 1930, Оклахома — 4 июня 1998, Остин) — американский писатель и сценарист, выходец из индейского народа чероки. Пожалуй, наибольшую известность ему принёс роман 1980 года «Человек из притона», экранизированный Клинтом Иствудом. 

## Ранние годы
Карлайл родился в районе проживания племени чокто в Оклахоме, его отец был чероки. У него было «странное детство», и в молодом возрасте он переехал в Техас. Карлайл бросил школу. Он работал сборщиком хлопка, пока его семья не переехала в Калифорнию, чтобы собирать фрукты. Он служил в армии во время Корейской войны и после демобилизации получил степень магистра в Университете штата Калифорния в Сан-Франциско. 

## Карьера
Карлайл начал писать в начале 1960-х годов и написал свой первый роман, «Как я был молод и лёгок» (1958), всего за 17 дней. За этим последовала Spore 7 (1979). Для фильма «Человек из притона» (1980), повествующего о жизни и смерти кантри-певца, по мотивам которого был снят фильм Клинтом Иствудом, в котором Иствуд также снялся в главной роли, Карлайл написал сценарий, а прежде написал сам роман. Его последний роман «Дети пыли» (1995) о заселении Оклахомы был экранизирован в мини-сериале CBS с Сидни Пуатье. Этот роман связан с наследием автора, родом с Территории Оклахомы. Действие происходит в конце 1880-х годов. Джипси Смит (Пуатье) — стрелок афроамериканского и чероки происхождения, который помогает афроамериканским поселенцам обустраивать территорию, находящуюся под угрозой белых людей. «Парижские пилигримы» были опубликованы посмертно в 1999 году. «Парижские пилигримы» сочетают в себе «мемуары, биографии и художественную литературу» с воображением Карлайла, чтобы представить «квази-вымышленный рассказ» об известных американских эмигрантах в Париже 1920-х годов. В «Парижских пилигримах» представлены американский писатель Эрнест Хемингуэй, а также многие другие общественные деятели, «в том числе Эзра Паунд, Сильвия Бич, Линкольн Стеффенс, Пикассо, Брак, А. Жид и Коул Портер». 
Карлайл также был автором песен, музыкантом и продюсером, играл на гитаре и пел, в том числе с участниками группы Grateful Dead. Ему приписывают музыку и текст песни «I’m a Lovin’ Man»; запись 1970 года содержит вокал Карлайла и, возможно, Боба Вейра. Карлайл также исполнил вокал в песне 1972 года «Crash and Depression» с альбома The Nation in Prosperity and Poverty, а также участвовал в вокале, написании песен и аранжировке альбома 1972 года Settling the West.

## Личная жизнь
Карлайл провёл большую часть своей дальнейшей жизни в Остине, штат Техас, где он получил писательскую стипендию в Техасском университете. У Карлайла был сын по имени Стивен и четверо внуков. 4 июня 1998 года он умер в Остине от рака в возрасте 68 лет.